# توماس هریوت
توماس هریوت (Thomas Harriot) زادهٔ حدود ۱۵۶۰، درگذشت ۲ ژوئیه ۱۶۲۱، یک اخترشناس، ریاضی‌دان، مردم‌نگار و مترجم بریتانیایی بود. توماس هریوت برای تلاش‌هایش در زمینهٔ ریاضی، اخترشناسی و روش‌های ناوبری شناخته می‌شود. هریوت همکار نزدیک جان وایت بود و برای او نقشه‌های پیشرفته ای تهیه کرده بود. دامنهٔ کارهای هریوت بسیار گسترده بود اما تنها یک اثر منتشر شده از او به جای مانده‌است که عبارت است از: «گزارشی کوتاه و حقیقی از سرزمین تازه پیدا شده به نام ویرجینیا» این کتاب دربارهٔ پایگاه‌های بریتانیایی‌ها در ویرجینیا و مشکلات اقتصادی این منطقه است. همچنین اعتبار شناساندن سیب‌زمینی به مردمان جزایر بریتانیا نیز از آنِ هریوت است. هریوت نخستین کسی بود که با کمک تلسکوپ از ماه نقاشی‌هایی کشید او این کار را ۴ زودتر از گالیله انجام داد.
هریوت پس از تمام شدن تحصیلاتش در دانشگاه به قاره آمریکا، جزیرهٔ رونوک سفر کرد او در این سفر به همراه سر والتر رالی و رالف لین بود. نقش او در این سفر بسیار کلیدی بود او وظیفهٔ ترجمهٔ زبان محلی آمریکایی به انگلیسی را داشت.

## اواخر عمر

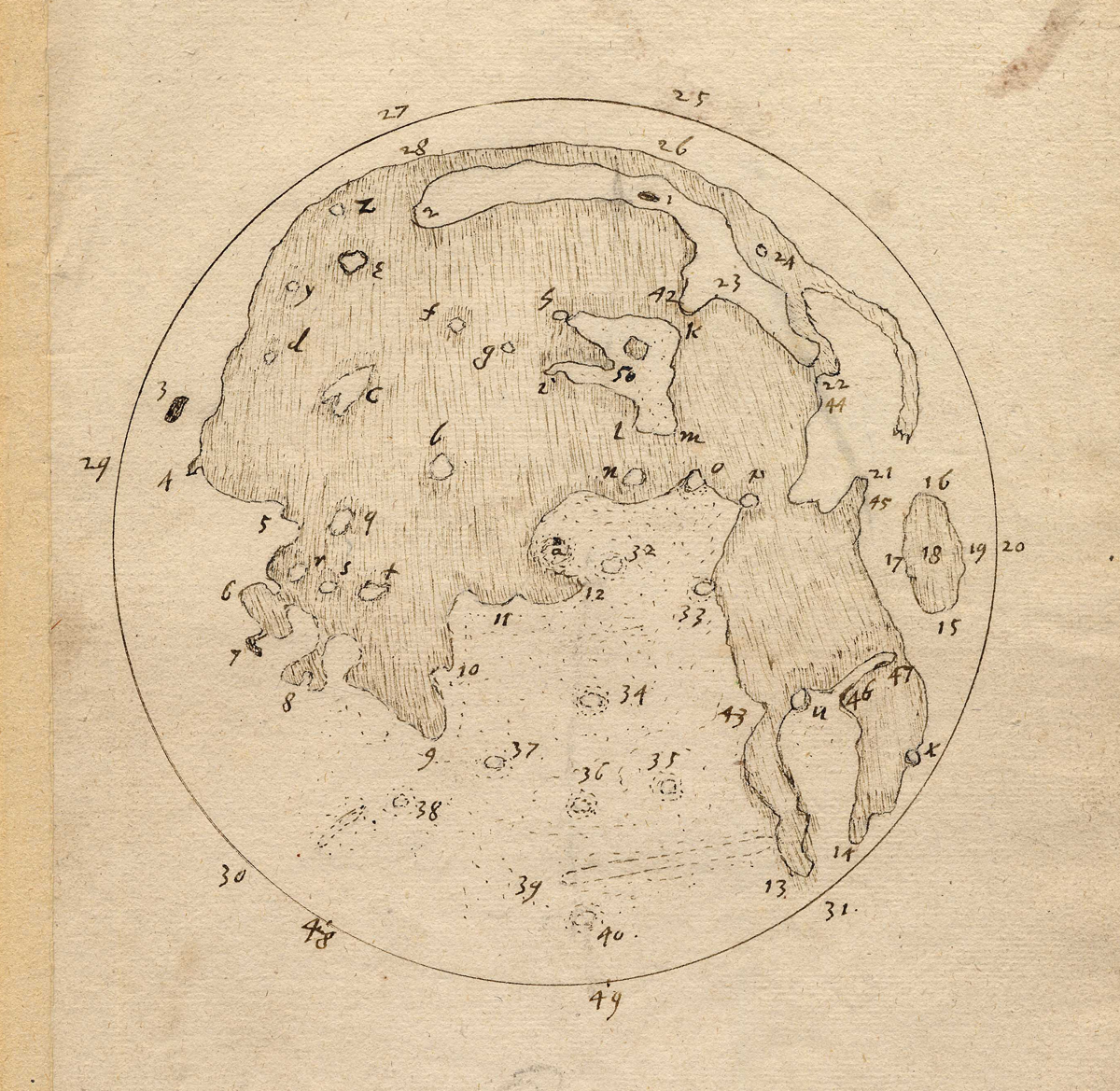
نقاشی هریوت از ماه، ۱۶۰۹ میلادی

در ۱۶۰۵ هریوت برای مدتی کوتاهی به زندان رفت به اتهام مشارکت در توطئه باروت و قتل جیمز یکم. پس از آن او مطالعهٔ اخترشناسی ادامه داد و در ۱۶۰۷ از نوشته‌هایش پیرامون دنباله‌دار هالی استفاده کرد تا مفهوم گردش جرم‌ها در آسمان را درک کند. او در آغاز ۱۶۰۹ یک تلسکوپ خرید (در سال ۱۶۰۸ اختراع شده بود) و در ۲۶ ژوئیه ۱۶۰۹ به مشاهدهٔ حرکت ماه و نقاشی آن پرداخت، چند ماه پیش از گالیله، همچنین در دسامبر ۱۶۱۰ او توانست برای نخستین بار لکه‌های خورشیدی را تماشا کند.

### مرگ
هریوت در ۱۶۱۵ یا ۱۶۱۶ برای فرد ناشناسی نامه ای می‌نویسد و دربارهٔ وضعیت سلامتش توضیح می‌دهد او به گمان خودش سرطان بینی داشته اما با توجه به توضیحاتش امروزه روشن شده که او سرطان خون داشته. او در ۲ ژوئیه ۱۶۲۱ از دنیا می‌رود. او در کلیسای سینت کریستوفر لو استاکس به خاک سپرده می‌شود اما پس از آتش‌سوزی بزرگ لندن این کلیسا آسیب می‌بیند و بعدها در ۱۷۸۱ برای گسترش بانک انگلستان تخریب می‌شود.